# 寶瓶座FO
寶瓶座FO（FO Aquarii）是位於寶瓶座的中介偏振星。 

## 概要
寶瓶座FO是由白矮星與主序星組成的聯星系統，軌道週期4.85小時。寶瓶座FO因為週期20.9分的極強烈可見光脈衝輻射而聞名，而這個脈衝週期與吸積中的白矮星的自轉週期相對應。2016年以前，寶瓶座FO的長期可見光亮度在視星等12.7至14.2之間變化。但在2016年初，寶瓶座FO的亮度曾經下降到更低的15.8等，之後緩慢恢復到原本的亮度；這樣的變化顯示兩顆恆星之間的質量傳遞率曾經暫時性地下降。